# Sanchezia stenantha
Sanchezia stenantha är en akantusväxtart som beskrevs av Emery Clarence Leonard. Sanchezia stenantha ingår i släktet Sanchezia och familjen akantusväxter. Inga underarter finns listade i Catalogue of Life.